# محله کراده

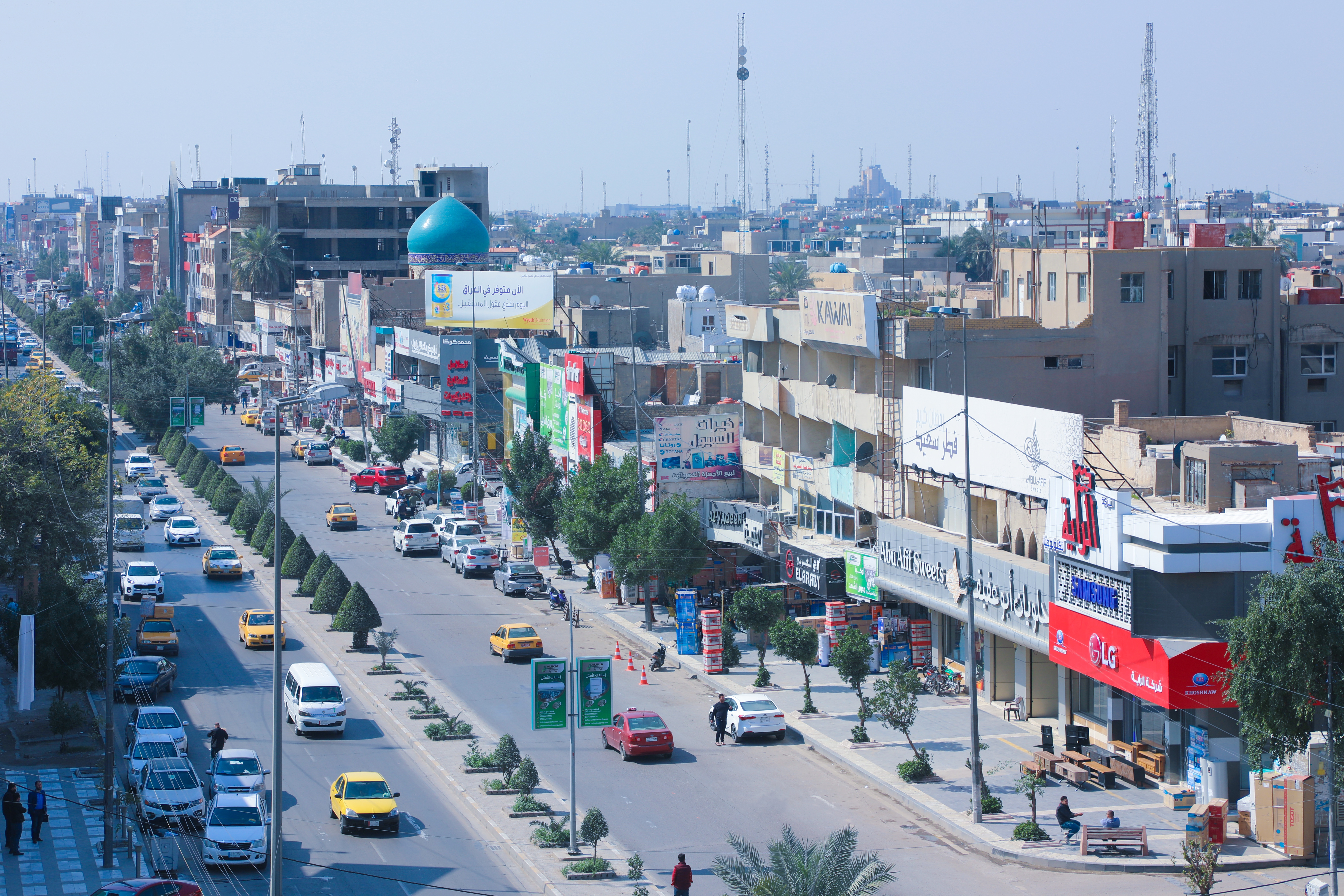

محله کراده (به عربی: كرّادة) منطقه مرفه‌نشینی در مرکز شهر بغداد می‌باشد. کراده، محله‌ای شیعه‌نشین است، هرچند حضور مسیحیان در این منطقه نیز قابل توجه‌است.
از محله کراده با عنوان کراده شرقی نیز یاد می‌شود تا با منطقه کراده مریم اشتباه گرفته نشود.

## تاریخچه
هنگامی که نیروهای ارتش انگلیس در سال ۱۹۱۷ وارد این محله شدند، کراده ده کوچکی بود. به نقل از یکی از افسران انگلیسی، کراده دهی است با چند قصر عظیم متعلق به ثروتمندان و چندین خانه گلی که کشاورزان در آنها زندگی می‌کنند.
کراده از مناطی محسوب می‌شود که ساکنین آن از بغدادی‌های اصیل می‌باشند.

## خیابان‌های مهم
- خیابان ابو نواس: خیابانی است که در امتداد رود دجله قرار گرفته‌است.
- خیابان ۵۲
- خیابان عرصات الهندیه: خیابانی است مملو از مغازه‌های فروش لباس‌ها و ساعت‌های جهانی و نیز در این خیابان چند کاباره وجود دارد.
- خیابان السده: در امتداد رود دجله قرار دارد ولی بخاطر سد موجود بین رود و خیابان رود غیرقابل دسترس می‌باشد.
- خیابان الزویه : انتهای کراده که دانشگاه بزرگ بغداد در آن واقع می‌باشد.
- خیابان الجادریه